# Pot

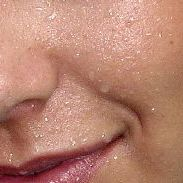
Krople potu na twarzy kobiety.

Pot – wydzielina gruczołów potowych. Składa się głównie z wody (~ 98%), soli (NaCl) (0,6–0,8%), tłuszczów, mocznika, kwasu moczowego, amoniaku, kwasu mlekowego, węglowodanów, związków mineralnych (zawierających np. potas, wapń, magnez, żelazo).
Jego skład zależy przede wszystkim od tego, czy jest to pot wydzielany „przerywanie” (tj. fizjologicznie bez zwiększonej regulacji ciepłoty ciała; wydzielanie periodyczne – jedne gruczoły wydzielają, podczas gdy inne pozostają nieaktywne), czy wydzielany „stale” (tzn. w okresie zwiększonej aktywności fizycznej lub zwiększonego stresu). Stężenie związków w pocie wzrasta przy wydzielaniu periodycznym, z powodu zwrotnego wchłaniania wody w kanalikach wyprowadzających. Zależy również od spożywanych pokarmów, warunków klimatycznych, czynników hormonalnych oraz współistniejących schorzeń.
Pot ma bardzo specyficzny zapach, według niektórych zawiera feromony, w medycynie jednakże uważa się, że zapach potu zależy od specyficznych bakterii rozkładających pot, żyjących na skórze każdego człowieka.
Pot dorosłego człowieka ma odczyn kwaśny, a jego pH zazwyczaj zawiera się w przedziale 4,5–6.
Pocenie się jest procesem stałym – w warunkach spoczynku i komfortu cieplnego wydziela się niewielką ilość potu (tzw. „niewidoczne” pocenie). Pracuje wówczas ok. 5% gruczołów ekrynowych i śladowa ilość gruczołów apokrynowych. Nasilenie pocenia się następuje po zadziałaniu bodźca cieplnego (tzw. pocenie „cieplne”) bądź bodźca emocjonalnego (tzw. pocenie „emocjonalne”).
Zwierzęta stałocieplne, niemające gruczołów potowych, regulują ciepłotę ciała innymi sposobami, np. psy wykorzystują odparowywanie śliny z jęzora podczas dyszenia.
Pot wydzielany jest przez gruczoły potowe za pomocą porów potowych, które zalicza się do przydatków skóry. Zlokalizowane są w obrębie całej skóry (z wyjątkiem żołędzi prącia, wewnętrznej części napletka, warg sromowych mniejszych, dolnej części warg sromowych większych oraz macierzy paznokcia), lecz najwięcej ich zlokalizowanych jest w skórze dłoni i stóp.
Rozróżnia się dwa rodzaje gruczołów potowych:
- ekrynowe, zlokalizowane na całej skórze, mające ujście w naskórku;
- apokrynowe, związane z włosem i mające ujście w kanale włosa lub w naskórku – działanie swoje rozpoczynają w fazie dojrzewania płciowego.